# Las Peñas (La Rioja)
Las Peñas es una pequeña localidad del norte de la provincia de La Rioja, en el departamento Castro Barros de Argentina, a 55 km de distancia de la ciudad de La Rioja.
Al igual que otras localidades de la denominada "Costa Riojana" se encuentra sobre la falda oriental de la sierra de Velasco. El acceso principal se realiza por la Ruta Nacional 75, que constituye además el eje de circulación principal de la pequeña localidad.
Cuenta con un centro de atención primaria en salud, y una escuela de nivel inicial.
En el censo del año 2010, la población de Las Peñas se tipificó como rural dispersa.
El paraje La Gredita, ubicado a unos 5 km de la localidad de Las Peñas conserva vestigios de su pasado rural.
Frente a la plaza principal se encuentra la capilla consagrada a San Rafael Arcángel, una construcción sencilla levantada en el año 1964 a partir de donaciones de particulares.
A poca distancia de la localidad existió una explotación de cal que en su momento constituyó la base de las actividades económicas de la localidad y en la cual aún permanecen los hornos destinados al procesamiento del mineral.